# Mareike Hermeier
Mareike Hermeier (* 17. August 1989 in Bielefeld) ist eine deutsche Politikerin (Die Linke) und seit 2025 Abgeordnete des Deutschen Bundestages. Zuvor war Hermeier als Kauffrau im Großhandel beschäftigt.

## Leben und Beruf
Von 2000 bis 2009 besuchte Hermeier die Marienschule der Ursulinen Bielefeld und erwarb dort die Allgemeine Hochschulreife. Von Oktober 2009 bis April 2013 absolvierte sie ein Studium der Erziehungswissenschaften (Hauptfach) und Soziologie (Nebenfach). In der Zeit von August 2018 bis Juli 2020 nahm sie an einer Umschulung zur Kauffrau im Großhandel am Institut für Berufliche Bildung in Münster teil und legte die Abschlussprüfung vor der Industrie- und Handelskammer Münster ab. Beruflich war sie von 2013 bis 2017 als Servicekraft tätig, von 2020 bis 2022 als Einkäuferin, Controllerin und Produktmanagerin. Von 2022 bis 2023 war sie als Assistentin der Geschäftsleitung beschäftigt. In der Zeit 2023 bis 2024 arbeitete sie als Steuerassistentin, seit 2024 war sie als Sachbearbeiterin in der Buchhaltung tätig.
Hermeier ist alleinerziehende Mutter einer Tochter.

## Politik
Vor der Bundestagswahl 2025 war Hermeier im Kreisvorstand des Kreisverbandes Steinfurt aktiv und Delegierte zum Bundesparteitag der Linken.
Bei der Bundestagswahl 2025 kandidierte Hermeier im Bundestagswahlkreis 123 in Steinfurt/Borken und zog über Platz 11 der nordrhein-westfälischen Landesliste in den Deutschen Bundestag ein. Sie ist ordentliches Mitglied im Ausschuss für Umwelt, Klimaschutz, Naturschutz und nukleare Sicherheit und stellvertretendes Mitglied im Ausschuss für Bildung, Familie, Senioren, Frauen und Jugend. Für ihre Fraktion ist sie Sprecherin für Naturschutz, Sprecherin für Nukleare Sicherheit, Sprecherin für Kreislaufwirtschaft und Sprecherin für Alleinerziehende.